# آنیکا سون
آنّیکا سِوُن (۱۷۰۰- آخرین گزارش از او ۱۷۱۴)، یک اسیر جنگی فنلاندی در طول جنگ بزرگ شمالی بود. از او به عنوان شناخته‌شده‌ترین قربانی آزار غیرنظامیان در تاریخ فنلاند در طول اشغال بزرگ روسیه نام برده می‌شود.

## پیشینه
آنیکا سون دختر قاضی شهر یوتسنو، بنجامین سون بود. پس از مرگ پدرش در سال ۱۷۰۱، زمانی که او طفلی کوچک بود، مادرش املاک و دارایی‌های شوهرش را اداره کرد. در اواسط تابستان ۱۷۱۰، سون توسط گروهی از سربازان روسی ربوده و به عنوان برده به سنت پترزبورگ آورده شد. در این شهر او و همچنین چند زن فنلاندی دیگر تحت آموزش نظامی قرار گرفتند. در سال ۱۷۱۳، او دوباره به عنوان اولیانا در آیین ارتدکس روسی تعمید یافت. سون همراه سایر زنان فنلاندی برده و دزدیده شده دستور داشتند تا به ارتش روسیه در فتح سوئد کمک کنند. او در سال ۱۷۱۴ در میدان نبرد از ناحیه ران مجروح شد. پس از مجروحیت او مأمور شد به عنوان یک پیام رسان و امربر برای روس‌ها عمل کند. در این مرحله بود که سون از ارتش فرار کرد و در حالیکه قصد داشت به شهرش برگردد، در راه توسط ارتش سوئد اسیر شد. او اعترافات خود را به مقامات و قضات ارتش سوئد ارائه داد که تمام آن مستند شد. اما در نهایت معلوم نیست بعد از ۱۷۱۴ بر سر او آمده‌است.